# Platensina trimaculata
Platensina trimaculata är en tvåvingeart som beskrevs av Hardy och Drew 1996. Platensina trimaculata ingår i släktet Platensina och familjen borrflugor. Inga underarter finns listade i Catalogue of Life.